# Eric Longsworth
Eric Longsworth, né en 1959 aux États-Unis, est un compositeur et violoncelliste de jazz américain.

## Biographie
Eric Longsworth est étudiant à l'université Northwestern d'Evanston (Illinois) en 1977 et 1978.
Élève des violoncellistes Gary Hoffman et János Starker à l'université de l'Indiana de 1978 à 1982, il côtoie l'univers du jazz avec le pédagogue et compositeur David Baker (en).
À partir de 1982, il est membre de plusieurs grands ensembles aux États-Unis : Houston Ballet Orchestra, Texas Chamber Orchestra, Houston Pops Orchestra, Houston Symphony.
En 1986 et 1987, il étudie au Banff Center for Fine Arts (en) au Canada, où il participe à des ateliers avec Dave Holland, Dave Liebman, John Abercrombie, et Steve Coleman. C'est à partir de ces rencontres qu'il s'oriente définitivement vers les musiques improvisées et le jazz.
Installé à Montréal en 1987, il travaille avec les groupes Icarus (Stéphane Allard, Pierre Tanguay, Marc Villemure) et Contrevent (Marc Vallée, Jean-François Martel, Clermont Boulianne, Mario Blouin). Son premier album en violoncelle solo, I Hear You, sort en 1997. En 1999 Eric Longsworth sort un deuxième album en duo avec le contrebassiste américain Marc Johnson, If Trees Could Fly. Il compose les bandes originales de plusieurs films de Philippe Baylaucq et Catherine Fol, ainsi que de plusieurs émissions radiophoniques.
En 2002 Eric Longsworth s'installe en France. Il se produit dans de nombreux clubs et festivals en compagnie de Daniel Mille, Pierre Tanguay, Sylvain Luc, Rémi Charmasson, Claude Tchamitchian, Michel Portal, Xavier Garcia, François Verly, Louis Winsberg, Éric Séva, Olivier Ker Ourio, Perrine Mansuy.
En 2007 il crée le spectacle Le jazz fait son cirque avec Alain Reynaud et Nicolas Bernard, deux clowns musiciens de la Compagnie des Nouveaux Nez, qui donnera plus de 150 représentations en France et Amérique Latine jusqu'en 2010.
Lors de l'édition 2010 du festival Rochefort en accords, Eric Longsworth rencontre le joueur de kora Chérif Soumano et le percussionniste et vocaliste Jean-Luc Di Fraya, avec lesquels il crée en résidence en 2011 le World Kora Trio.
Eric Longsworth joue de son violoncelle électrique comme d'une guitare, d'une contrebasse ou de percussions, avec une empreinte très personnelle mêlant le jazz contemporain aux musiques improvisées.

## Discographie
- 1990 : Icarus, Beating the Racoon, Disques Amplitude.
- 1993 : Contrevent, Terre de Feu, CTV Records.
- 1994 : Icarus, Quand est-ce qu’on prend des vacances ?, Disques Amplitude.
- 1997 : Eric Longsworth Solo, I Hear You, King Japan.
- 1999 : En duo avec Marc Johnson, If Trees Could Fly, Intuition
- 1999 : Bill Frisell, Viento Rojo, Socadisc.
- 2001 : Eric Longsworth Trio, Sans Souci, Select.
- 2006 : Sylvain Luc, Joko, Dreyfus Jazz.
- 2007 : Rémi Charmasson Quintet, Manœuvres, Ajmiseries.
- 2008 : Eric Longsworth Quartet, À ciel ouvert, Diese Records.

## Bandes originales
- 1996 : Toutatis de Catherine Fol, ONF.
- 1996 : Lodela de Philippe Baylaucq, ONF.
- 1998 : Mystère B de Philippe Baylaucq, InformAction.
- 1997 : Près de Nous, de Sophie Bissonnette, Films Contre-Jour.
- 2000 : Le Lien Cosmiquede Catherine Fol, ONF.
- 2000 : Les Couleurs du Sang (2000) de Philippe Baylaucq, InformAction.
- 2000 : L'Idée Noire de Mireille Dansereau, ONF.
- 2003 : Sables Émouvants de Philippe Baylaucq, Productions La Fête.